# HD 143346
HD 143346，又名CP-72 1902，SAO 257357、HR 5955，是一颗恒星，视星等为5.7，位于銀經316.51，銀緯-14.88，其B1900.0坐标为赤經15h 54m 46.9s，赤緯-72° -14.88′ 30″。